# Jan Heintze
Jan Heintze, född 17 augusti 1963 i Tårnby, är en dansk före detta fotbollsspelare som spelade merparten av sin karriär i PSV Eindhoven där han vann nio ligatitlar, tre interna cuptitlar och dessutom Europacupen 1988. Han gjorde 86 landskamper för Danmark, spelade fyra stora mästerskap, och var lagkapten under VM 2002.

## Klubbkarriär
Jan Heintze startade sin karriär i Kastrup BK 1981, där han spelade under två säsonger. Han köptes av PSV Eindhoven 1982, tänkt som en vänstermittfältare men efter en säsong med bara två framträdanden så skolades han om till vänsterback. Under sina första tolv år i klubben vann han Eredivisie sex gånger och Europacupen 1988. När PSV 1993 anställde Aad de Mos som tränare så ville dock inte denna ha med Heintze i truppen och därför såldes han till tyska Bayer Uerdingen 1994.
Efter att Bayer Uerdingen åkt ur Bundesliga gick han vidare till Bayer 04 Leverkusen. Under tränaren Christoph Daum slutade Leverkusen topp-tre tre år i följd. Heintze återvände senare till PSV för att avsluta karriären under sin gamla lagkamrat i PSV Eric Gerets. Under de avslutande fyra åren vann hann ytterligare tre ligatitlar.

## Internationell karriär
Jan Heintze gjorde debut för Danmark 29 april 1987 i en EM-kvalmatch mot Finland. Han deltog även i Danmarks samtliga matcher i EM 1988, vilka alla tre slutade med förlust. I kvalet till EM 1992 blev Heintze avstängd från landslaget i ett år efter att ha lämnat uppladdningen mot Jugoslavien utan att berätta det för förbundskaptenen Richard Møller Nielsen. Avstängningen hann hävas tills EM 1992 startade men då stoppades han av spel på grund av en skada.
Heintze spelade även mästerskapen VM 1998 och EM 2000. Då Peter Schmeichel slutade i landslaget 2001 valdes Heintze till lagkapten under VM 2002. Efter mästerskapet så valde Heintze att avsluta sin landslagskarriär.

## Meriter
PSV Eindhoven
- Eredivisie: 1986, 1987, 1988, 1989, 1991, 1992, 2000, 2001, 2003
- KNVB Cup: 1988, 1989, 1990
- Nederländska Supercupen: 1992, 2000, 2001
- Europacupen: 1988